# Blu and Exile
Blu and Exile, stylisé Blu & Exile, est un groupe de hip-hop américain. Composé du rappeur Blu et du producteur Exile, le groupe de Los Angeles est en activité depuis 2007.

## Biographie
Blu and Exile se sont rencontrés durant les années 2000 alors que Blu était un hype man[Quoi ?] pour des groupes comme Slum Village, Platinum Pied Pipers et Emanon, groupe d'Exile. C'est Aloe Blacc, également membre d'Emanon, qui présente Blu à Exile.
En 2007, le groupe sort son premier album, Below the Heavens. Il reçoit un accueil critique enthousiaste, notamment par le XXL comme le considère comme l'« un des albums les plus célébrés de 2007 ». En 2012, le duo sort un deuxième album, Give Me My Flowers While I Can Still Smell Them. 
En 2017, le duo sort In the Beginning: Before the Heavens.
Le 24 mai 2019, Blu & Exile sort leur deuxième EP, intitulé True & Livin.

## Discographie

### Albums studio
- 2007 : Below the Heavens
- 2012 : Give Me My Flowers While I Can Still Smell Them
- 2017 : In the Beginning: Before the Heavens
- 2020 : Miles

### EP
- 2012 : Maybe One Day
- 2019 : True & Livin